# Rice (Familienname)
Rice ist ebenso wie Reese eine anglisierte Form des walisischen Vornamens Rhys. In Nordamerika geht der Name Rice auch auf eine Transliteration des deutschen Namens Reiss zurück.

## Namensträger

### A
- Abraham Rice (1802–1862), deutscher Talmud-Gelehrter und Rabbiner in den Vereinigten Staaten, siehe Abraham Joseph Reiss
- Albert E. Rice (1845–1921), US-amerikanischer Politiker
- Alexander H. Rice (1818–1895), US-amerikanischer Politiker
- A. Hamilton Rice (1875–1956), US-amerikanischer Forschungsreisender, Geograph, Arzt und Abenteurer
- Americus V. Rice (1835–1904), US-amerikanischer Politiker
- Angourie Rice (* 2001), australische Schauspielerin
- Anna Rice (* 1980), kanadische Badmintonspielerin
- Anne Rice (1941–2021), US-amerikanische Schriftstellerin

### B
- Bailey Rice (* 2006), schottischer Fußballspieler
- Ben Rice (* 1972), britischer Schriftsteller
- Benjamin F. Rice (1828–1905), US-amerikanischer Politiker
- Bernard Rice (1874–nach 1917), britischer Glasmaler
- Boyd Rice (* 1956), US-amerikanischer Musiker
- Buddy Rice (* 1976), US-amerikanischer Rennfahrer

### C
- Calvin W. Rice (1868–1934), US-amerikanischer Elektroingenieur
- Cecil Spring-Rice (1859–1918), britischer Diplomat
- Chandler Rice (* 1994), US-amerikanische Softballspielerin
- Charles Rice (Tontechniker) (Charles J. Rice), US-amerikanischer Tontechniker
- Charles E. Rice (1931–2015), US-amerikanischer Rechtswissenschaftler und Hochschullehrer
- Charles M. Rice (* 1952), US-amerikanischer Virologe und Hochschullehrer
- Charlie Rice (1920–2018), US-amerikanischer Schlagzeuger
- Chase Rice (* 1985), US-amerikanischer Sänger
- Chris Rice (Sportschütze) (Christopher Rice; * 1959), Sportschütze der Amerikanischen Jungferninseln
- Chris Rice (Musiker), US-amerikanischer Singer-Songwriter
- Chris Rice (Telemarker), US-amerikanischer Telemarker
- Christopher Rice (* 1978), US-amerikanischer Schriftsteller
- Clive Rice (1949–2015), südafrikanischer Cricketspieler
- Condoleezza Rice (* 1954), US-amerikanische Politikerin

### D
- Dale W. Rice (1930–2017), US-amerikanischer Walforscher
- Damien Rice (* 1973), irischer Musiker
- David Rice (* 1989), britischer Tennisspieler
- David Storm Rice, Siegmund Reich (1913–1962), österreichisch-britischer Archäologe
- David Talbot Rice (1903–1972), britischer Kunsthistoriker und Byzantinist
- Declan Rice (* 1999), irisch-englischer Fußballspieler
- Donald Rice (* 1939), US-amerikanischer Politiker und Wirtschaftsmanager
- Dorothy P. Rice (1922–2017), US-amerikanische Gesundheitsökonomin und Statistikerin

### E
- Edmund Rice (Politiker) (1819–1889), US-amerikanischer Politiker
- Edmund Rice (General) (1842–1906), US-amerikanischer General
- Edmund Ignatius Rice (1762–1844), irischer Ordensgründer
- Edward Rice (Politiker) (1694–1727), britischer Politiker
- Edward A. Rice Jr. (* 1956), pensionierter General der U.S. Air Force
- Edward Matthew Rice (* 1960), US-amerikanischer Geistlicher, Bischof von Springfield-Cape Girardeau
- Edward Y. Rice (1820–1883), US-amerikanischer Politiker
- Elmer Rice (1892–1967), US-amerikanischer Schriftsteller
- Emmett J. Rice (1919–2011), US-amerikanischer Wirtschaftswissenschaftler und Bankmanager
- Ernest Rice (1872–1950), US-amerikanischer Politiker

### F
- Frank Rice (Politiker) (1845–1914), US-amerikanischer Politiker (New York)
- Frank Rice (Schauspieler) (1892–1936), US-amerikanischer Schauspieler
- Frank J. Rice (1869–1917), US-amerikanischer Politiker, Bürgermeister von New Haven
- Frank P. Rice (1838–1923), US-amerikanischer Politiker (Georgia)
- Franklin Pierce Rice (1852–1919), US-amerikanischer Publizist und Historiker

### G
- George Rice (Politiker) (1724–1779), britischer Politiker
- George Rice, 3. Baron Dynevor (1765–1852), britischer Adliger und Politiker
- George Rice-Trevor, 4. Baron Dynevor (1795–1869), britischer Adliger und Politiker
- George Rice (Rennfahrer) (1914–2003), US-amerikanischer Rennfahrer
- Gerald Spring Rice, 6. Baron Monteagle of Brandon (1926–2013), britischer Adliger und Politiker
- Gigi Rice (* 1965), US-amerikanische Schauspielerin
- Gitz Rice (1891–1947), kanadischer Sänger, Komponist, Pianist und Entertainer
- Glen Rice (* 1967), US-amerikanischer Basketballspieler
- Glen Rice Jr. (* 1991), US-amerikanischer Basketballspieler
- Grantland Rice (1880–1954), US-amerikanischer Journalist, Sportreporter und Autor
- Greg Rice (1916–1991), US-amerikanischer Leichtathlet
- Griffith Rice (um 1530–1584), walisischer Adliger
- Griffith Rice (Politiker) (um 1664–1729), britischer Politiker

### H
- Harry E. Rice, Techniker
- Henry Rice (Schriftsteller) (um 1590–um 1651), walisischer Adliger, Höfling und Schriftsteller
- Henry Gordon Rice (1920–2003), US-amerikanischer Mathematiker
- Henry Mower Rice (1816–1894), US-amerikanischer Politiker
- Hoke Rice (1909–1974), US-amerikanischer Musiker
- Horace Rice (1872–1950), australischer Tennisspieler

### I
- Isaac Rice (1850–1915), US-amerikanischer Unternehmer und Schachspieler

### J
- Jack Rice (1893–1968), US-amerikanischer Schauspieler
- James R. Rice (* 1940), US-amerikanischer Ingenieur und Geophysiker
- Jane Rice (1913–2003), US-amerikanische Science-Fiction- und Horror-Schriftstellerin
- Janet Rice (* 1960), australische Politikerin
- Jeremy Rice (* 1990), britischer Skeletonpilot
- Jerry Rice (* 1962), US-amerikanischer American-Football-Spieler
- Jim Rice (* 1953), US-amerikanischer Baseballspieler
- Joan Rice (1930–1997), britische Schauspielerin
- John Rice (Drehbuchautor), US-amerikanischer Drehbuchautor und Filmproduzent
- John Rice (Ruderer) (1881–1941), kanadischer Ruderer
- John Rice (Schachkomponist) (* 1937), britischer Schachkomponist
- John B. Rice (1832–1893), US-amerikanischer Politiker
- John Blake Rice (1809–1874), US-amerikanischer Politiker
- John C. Rice (1857–1915), US-amerikanischer Schauspieler
- John H. Rice (1816–1911), US-amerikanischer Politiker
- John McConnell Rice (1831–1895), US-amerikanischer Politiker
- John S. Rice (1899–1985), US-amerikanischer Politiker und Diplomat
- Joseph John Rice (1871–1938), US-amerikanischer Geistlicher, Bischof von Burlington

### K
- Kathleen Rice (* 1965), US-amerikanische Politikerin
- Kevin Rice, Automobildesigner

### L
- Larry Rice (1949–2006), US-amerikanischer Musiker
- Lena Rice (1866–1907), irische Tennisspielerin
- Lilian J. Rice (1889–1938), US-amerikanische Architektin
- Lloyd Rice (* 1928), kanadischer Kanute

### M
- Mack Rice (1933–2016), US-amerikanischer Singer-Songwriter
- Mandy Rice-Davies (1944–2014), britische Tänzerin, Unternehmerin, Schauspielerin und Autorin
- Mary E. Rice (1926–2021), US-amerikanische Biologin
- Matthew Rice (* 1979), australischer Radrennfahrer
- Megan Rice (1930–2021), US-amerikanische Friedensaktivistin
- Megan Rice (Beachvolleyballspielerin) (* 1994), US-amerikanische Beachvolleyballspielerin
- Michael Rice (* 1997), britischer Sänger

### N
- Nathan Rice (* 1983), englischer Badmintonspieler
- Nathaniel Rice († 1753), britischer Politiker, Gouverneur der Province of North Carolina
- Norm Rice (* 1943), US-amerikanischer Politiker

### O
- Oscar K. Rice (1903–1978), US-amerikanischer Chemiker

### P
- Pádraig Rice (* 1990), irischer Politiker
- Pat Rice (* 1949), nordirischer Fußballspieler und -trainer
- Paul Rice, Gründer und CEO von Fair Trade USA
- Peter Rice (Bauingenieur) (1935–1992), irischer Bauingenieur und Autor
- Peter Rice (Filmproduzent) (* 1966), britischer Filmproduzent

### R
- Rachel Rice (* 1984), walisische Schauspielerin und Model
- Rashee Rice (* 2000), US-amerikanischer American-Football-Spieler
- Ray Rice (* 1987), US-amerikanischer American-Football-Spieler
- Rex Rice (1918–2004), US-amerikanischer Computeringenieur
- Richard Rice (* 1944), US-amerikanischer adventistischer Theologe und Autor

### S
- Sam Rice (1890–1974), US-amerikanischer Baseballspieler
- Sidney Rice (* 1986), US-amerikanischer American-Football-Spieler
- Spencer Rice (* 1963), kanadischer Schauspieler, Drehbuchautor, Produzent und Komiker
- Stan Rice (1942–2002), US-amerikanischer Maler und Dichter
- Stephanie Rice (* 1988), australische Schwimmerin
- Stephen O. Rice (1907–1986), US-amerikanischer Elektrotechniker
- Steven Rice (* 1971), kanadischer Eishockeyspieler
- Stuart A. Rice (Stuart Alan Rice; 1932–2024), US-amerikanischer Chemiker und Physiker
- Stuart Arthur Rice (1889–1969), US-amerikanischer Soziologe und Statistiker
- Susan E. Rice (* 1964), US-amerikanische Politikerin

### T
- Tamir Rice (2002–2014), US-amerikanischer Schüler, welcher von einem Polizisten erschossen wurde, siehe Todesfall Tamir Rice
- Theron Moses Rice (1829–1895), US-amerikanischer Politiker

- Thomas Rice (Politiker) (1768–1854), US-amerikanischer Politiker
- Thomas D. Rice (1808–1860), US-amerikanischer Komiker
- Thomas Maurice Rice (1939–2024), irisch-US-amerikanischer Physiker
- Thomas Spring Rice, 1. Baron Monteagle of Brandon (1790–1866), britischer Peer und Politiker
- Tim Rice (* 1944), britischer Texter
- Tim Rice-Oxley (* 1976), englischer Musiker, Produzent und Sänger
- Tom Rice (* 1957), US-amerikanischer Politiker
- Tony Rice (1951–2020), US-amerikanischer Musiker
- Tony Rice (Footballspieler) (* 1967), US-amerikanischer American-Football-Spieler
- Travis Rice (* 1982), US-amerikanischer Snowboarder
- Tyrese Rice (* 1987), US-amerikanischer Basketballspieler

### W
- Walter Rice (um 1560–?), walisischer Adliger und Politiker
- Waubgeshig Rice (* 1979), kanadischer Journalist und Schriftsteller
- Willard Rice (1895–1967), US-amerikanischer Eishockeyspieler

- William Gorham Rice (1856–1945), US-amerikanischer Musikschriftsteller
- William L. Rice (1931–2006), US-amerikanischer Schauspieler, Produktionsmanager und Regieassistent
- William R. Rice (* 1951), US-amerikanischer Biologe
- William W. Rice (1826–1896), US-amerikanischer Politiker
- Windland Smith Rice (Sandra Windland „Wendy“ Smith Rice; 1970–2005), US-amerikanische Fotografin